# Yara Pilartz
Yara Pilartz (* 1995) ist eine französisch-libanesische Schauspielerin. Sie ist bekannt für ihre Rollen als Clémentine im Spielfilm 17 Mädchen, für die sie von der Jury Jeune eine Auszeichnung als beste Darstellerin beim Filmfestival von La Réunion erhielt, und  als Camille Séguret in der Fernsehserie The Returned. Im Fernsehfilm Crapuleuses spielt sie die Hauptrolle der Violette.

## Filmografie

### Filme
- 2011: 17 Mädchen (17 filles)
- 2012: Crapuleuses (Fernsehfilm)
- 2017: La belle occasion
- 2023: Saint Lazare

### Fernsehserien
- 2012–2015: The Returned (Les Revenants, 16 Folgen)
- 2013: Myster Mocky présente (Folge 4x09)
- 2021: Capitaine Marleau (Folge 4x04)
- 2022: Miskina, la pauvre (Folge 1x04)